# Patosaari (ö i Norra Österbotten, Oulunkaari)
Patosaari är en ö i Finland. Den ligger i vattendraget Kuivajoki och i kommunen Ijo i den ekonomiska regionen  Oulunkaari  och landskapet Norra Österbotten, i den centrala delen av landet, 600 km norr om huvudstaden Helsingfors. Öns area är 5,3 hektar och dess största längd är 470 meter i sydväst-nordöstlig riktning.